# John Moraga
John Moraga (Phoenix, 20 marzo 1984) è un atleta di arti marziali miste statunitense di origini messicane.
Combatte nella divisione dei pesi mosca per l'organizzazione UFC, nella quale è stato un contendente al titolo di categoria nel 2013, venendo sconfitto dal campione Demetrious Johnson; in passato è stato campione dei peso gallo nelle promozioni locali dell'Arizona Trilogy Championship Fighting e Rage in the Cage.
Per i ranking ufficiali dell'UFC è il contendente numero 5 nella divisione dei pesi mosca.

## Carriera nelle arti marziali miste

### Inizi
John moraga è originario dell'Arizona e vanta un ottimo background nella lotta essendo stato per due volte all-american presso l'università statale dell'Arizona.
Debutta come professionista di arti marziali miste nel 2009 con la promozione locale Rage in the Cage e in meno di un anno infila sei vittorie consecutive.
Nel 2010 affronta John Dodson, futuro contendente al titolo dei pesi mosca UFC e futuro campione del reality show The Ultimate Fighter, venendo sconfitto ai punti in un incontro svoltosi in Repubblica Dominicana per l'organizzazione Nemesis Fighting.
Torna a vincere nel 2011, anno nel quale otterrà il suo primo titolo nella divisione dei pesi gallo per la promozione locale Trilogy Championship Fighting, sconfiggendo per sottomissione l'imbattuto Freddie Lux (record: 4-0).
Nell'anno seguente ottiene la sua seconda cintura sempre nella categoria dei pesi gallo, vincendo il titolo Rage in the Cage contro Maurice Senters (record: 0-2).

### Ultimate Fighting Championship
Con un record personale di 11 vittorie ed una sola sconfitta Moraga ottiene la chiamata da parte dell'UFC, al tempo la più prestigiosa promozione di MMA del mondo, per combattere nella neonata divisione dei pesi mosca.
Moraga esordisce il 4 agosto 2012 nell'evento UFC on Fox: Shogun vs. Vera contro l'ex campione Tachi Palace Fights Ulysses Gomez, il quale sostituiva l'infortunato Ian McCall, in quello che era l'incontro di apertura della serata: Moraga s'impose per KO durante la prima ripresa.
Successivamente affrontò il veterano dei pesi gallo Chris Cariaso ancora una volta nel primo match di serata, vincendo per sottomissione durante il terzo round e ottenendo il riconoscimento Submission of the Night; tale vittoria premiò Moraga anche con la possibilità di sfidare il campione in carica Demetrious Johnson, divenendo così il primo contendente nella storia dell'UFC ad aver ottenuto la title shot con una vittoria nel primo incontro di una card preliminare.
La sfida per il titolo dei pesi mosca UFC avrebbe dovuto svolgersi nell'aprile 2013 con l'evento The Ultimate Fighter 17 Finale, ma il campione Johnson s'infortunò e il match slittò a luglio con l'evento UFC on Fox: Johnson vs. Moraga: Moraga subì la migliore lotta del campione e durante il quinto round venne sottomesso con una leva al braccio.
In dicembre avrebbe dovuto affrontare Darren Uyenoyama ma a poche settimane dalla sfida Moraga s'infortunò e lasciò il posto al debuttante Alptekin Özkiliç; Moraga poté comunque competere un mese dopo affrontando il numero 15 dei ranking Dustin Ortiz, contro il quale vinse per decisione non unanime dei giudici di gara.
In giugno se la vide con l'altro ex contendente al titolo e numero 1 dei ranking John Dodson in un rematch tra i due, venendo nuovamente sconfitto per KO tecnico.
In settembre sconfigge per sottomissione il promettente Justin Scoggins.
In dicembre avrebbe dovuto affrontare Jussier Formiga, ma quest'ultimo diede forfeit e venne sostituito da Willie Gates, al tempo campione nell'organizzazione Tachi Palace Fights: Moraga vinse per sottomissione durante la terza ripresa.
A maggio del 2015 viene sconfitto per decisione unanime da Joseph Benavidez, all'evento UFC 187. Stessa sorte gli toccò contro il brasiliano Matheus Nicolau, perdendo il match per decisione non unanime.
Moraga avrebbe dovuto affrontare Zach Makovsky il 10 dicembre del 2016, all'evento UFC 206. Tuttavia, Moraga venne rimosso dall'incontro nei primi giorni di novembre per infortunio, al suo posto venne inserito Dustin Ortiz.
Tornò dall'infortunio per poter affrontare Sergio Pettis, il 15 gennaio del 2017. Moraga venne sconfitto per decisione unanime.

## Risultati nelle arti marziali miste
| Risultato | Record | Avversario         | Metodo                           | Evento                                  | Data             | Round | Tempo | Città                             | Note                                |
| --------- | ------ | ------------------ | -------------------------------- | --------------------------------------- | ---------------- | ----- | ----- | --------------------------------- | ----------------------------------- |
| Sconfitta | 16-6   | Sergio Pettis      | Decisione (unanime)              | UFC Fight Night: Rodriguez vs. Penn     | 15 gennaio 2017  | 3     | 5:00  | Phoenix, Stati Uniti              |                                     |
| Sconfitta | 16-5   | Matheus Nicolau    | Decisione (non unanime)          | The Ultimate Fighter 23 Finale          | 8 luglio 2016    | 3     | 5:00  | Las Vegas, Stati Uniti            |                                     |
| Sconfitta | 16-4   | Joseph Benavidez   | Decisione (unanime)              | UFC 187: Jones vs. Johnson              | 23 maggio 2015   | 3     | 5:00  | Las Vegas, Stati Uniti            |                                     |
| Vittoria  | 16-3   | Willie Gates       | Sottomissione (rear naked choke) | UFC on Fox: dos Santos vs. Miocic       | 13 dicembre 2014 | 3     | 4:06  | Phoenix, Stati Uniti              |                                     |
| Vittoria  | 15-3   | Justin Scoggins    | Sottomissione (ghigliottina)     | UFC Fight Night: Souza vs. Mousasi      | 5 settembre 2014 | 2     | 0:47  | Ledyard, Stati Uniti              |                                     |
| Sconfitta | 14-3   | John Dodson        | KO Tecnico (stop medico)         | UFC Fight Night: Henderson vs. Khabilov | 7 giugno 2014    | 2     | 5:00  | Albuquerque, Stati Uniti          |                                     |
| Vittoria  | 14-2   | Dustin Ortiz       | Decisione (non unanime)          | UFC Fight Night: Rockhold vs. Philippou | 15 gennaio 2014  | 3     | 5:00  | Duluth, Stati Uniti               |                                     |
| Sconfitta | 13-2   | Demetrious Johnson | Sottomissione (armbar)           | UFC on Fox: Johnson vs. Moraga          | 27 luglio 2013   | 5     | 3:43  | Seattle, Stati Uniti              | Per il titolo dei Pesi Mosca UFC    |
| Vittoria  | 13–1   | Chris Cariaso      | Sottomissione (ghigliottina)     | UFC 155: dos Santos vs. Velasquez 2     | 29 dicembre 2012 | 3     | 1:11  | Las Vegas, Stati Uniti            |                                     |
| Vittoria  | 12–1   | Ulysses Gomez      | KO (gomitate e pugni)            | UFC on Fox: Shogun vs. Vera             | 4 agosto 2012    | 1     | 3:46  | Los Angeles, Stati Uniti          | Debutto in UFC, Pesi Mosca          |
| Vittoria  | 11–1   | Jose Carbajal      | Decisione (unanime)              | Cage Rage: On the River 2               | 7 luglio 2012    | 3     | 5:00  | Parker, Stati Uniti               |                                     |
| Vittoria  | 10–1   | Maurice Senters    | Decisione (unanime)              | Rage in the Cage 160                    | 22 giugno 2012   | 3     | 5:00  | Chandler, Stati Uniti             | Vince il titolo dei Pesi Gallo RITC |
| Vittoria  | 9–1    | Matthew Garcia     | Sottomissione (armbar)           | Coalition of Combat: The Bangers Ball   | 25 febbraio 2012 | 1     | 3:10  | Phoenix, Stati Uniti              |                                     |
| Vittoria  | 8–1    | Freddie Lux        | Sottomissione (ghigliottina)     | TCF: Rumble at the Ranch 2              | 5 novembre 2011  | 1     | 0:49  | Phoenix, Stati Uniti              | Vince il titolo dei Pesi Gallo TCF  |
| Vittoria  | 7–1    | Nathaniel Baker    | Sottomissione (armbar)           | MBP: Sun City Battle                    | 9 luglio 2011    | 3     | 2:27  | El Paso, Stati Uniti              |                                     |
| Sconfitta | 6-1    | John Dodson        | Decisione (unanime)              | Nemesis Fighting: MMA Global Invasion   | 11 dicembre 2010 | 3     | 5:00  | Punta Cana, Repubblica Dominicana |                                     |
| Vittoria  | 6–0    | Aldo Escudero      | Decisione (unanime)              | Rage in the Cage 143                    | 31 luglio 2010   | 3     | 5:00  | Phoenix, Stati Uniti              |                                     |
| Vittoria  | 5–0    | Travis Halverson   | Sottomissione (ghigliottina)     | Rage in the Cage 142                    | 26 giugno 2010   | 1     | 1:17  | Chandler, Stati Uniti             |                                     |
| Vittoria  | 4–0    | Pat Donovan        | Sottomissione (triangolo)        | Rage in the Cage 140                    | 20 marzo 2010    | 2     | 1:12  | Chandler, Stati Uniti             |                                     |
| Vittoria  | 3–0    | Evan Morton        | Decisione (unanime)              | Rage in the Cage 139                    | 13 febbraio 2010 | 3     | 3:00  | Tucson, Stati Uniti               |                                     |
| Vittoria  | 2–0    | Al Decastro        | KO Tecnico (pugni)               | Rage in the Cage 138                    | 4 dicembre 2009  | 1     | 1:15  | Mesa, Stati Uniti                 |                                     |
| Vittoria  | 1–0    | Sam Shapiro        | Decisione (unanime)              | Rage in the Cage 136                    | 7 novembre 2009  | 3     | 3:00  | Prescott Valley, Stati Uniti      |                                     |